# 麥克斯·施蒂納
约翰·卡斯巴·施密特（德語：Johann Kaspar Schmidt；1806年10月25日—1856年6月26日），笔名麥克斯·施蒂納，德国后黑格尔主义哲学家，青年黑格尔派的主要代表人物，主要研究异化论与自我概念。施蒂纳与蒲鲁东并列为无政府主义的创始人，其亦被视作虚无主义、存在主义、精神分析理论、后现代主义与利己主義的先驱。
1816年，施蒂纳生于巴伐利亚的拜罗伊特。而后，施蒂纳就读于柏林大学与愛爾朗根大學，后担任柏林一家女子中学的教师。1840年代，深受黑格尔影响的施蒂纳积极参与青年黑格尔派运动，成为柏林“自由人”小组的主要成员。期间，他于1842年为马克思主编的《莱茵报》撰稿，创作了《我们教育的错误原则》、《艺术与宗教》等论文，表露其个人主义与无政府主义的思想倾向。1844年，施蒂纳的代表作《唯一者及其所有物》出版，进一步发展出利己无政府主义理论，轰动了德国思想界。马克思、恩格斯为此在《德意志意识形态》一书中开辟“圣麦克斯”章，全面批判了施蒂纳的理论。晚年的施蒂纳曾做牛奶生意，后来破产，陷入贫困之中。1856年，由于昆虫叮咬后的感染，施蒂纳病逝，终年49岁。

## 生平

### 早年生涯（1806年-1826年）

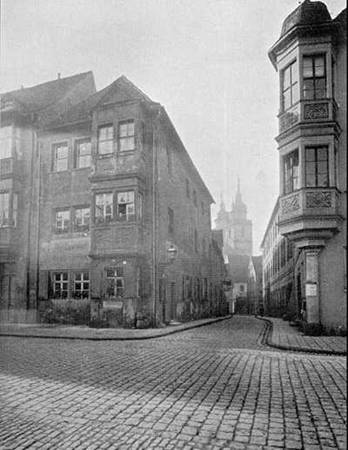
施蒂纳于拜罗伊特的出生地

1806年10月25日，麦克斯·施蒂纳生于巴伐利亚拜罗伊特的一个市民家庭，其原名为约翰·卡斯巴·施密特。由于其前额较宽，他在中学时期获得了“施蒂纳”的绰号，这一绰号后来被他用作笔名，从而为人熟知。有关施蒂纳的生平记述甚少，为数不多的资料大多来自-德国作家英国约翰·亨利·马凯的《麦克斯·施蒂纳的生平和著作》（Max Stirner – sein Leben und sein Werk）一书。约翰·亨利·马凯是支持利己无政府主义的作家，其花费近三十年时间研究施蒂纳，并向施蒂纳的故交广泛征集一手材料，因此此书的叙述具有较高的可靠性。
麦克斯·施蒂纳是两位路德宗信徒阿尔贝特·克里斯蒂安·海因里希·施密特（1769年-1807年）与索菲娅·埃莱诺拉·赖因莱因（1778年–1839年）的独生子 。他的父亲阿尔贝特是一位制笛工匠与肖像画家，在施蒂纳不到七个月大的时候，即因结核病病逝。1809年，施蒂纳的母亲索菲娅与经营药房的海因里希·巴勒施泰特再婚，并携施蒂纳迁往西普鲁士的库尔姆（今属波兰）定居。同年，施蒂纳同母异父的妹妹约翰娜·弗里德里卡于库尔姆出生，但她只活到了3岁。1818年，12岁的施蒂纳回到故乡拜罗伊特读书。并由姑母照管。他进入克里斯蒂安-埃内斯廷文理中学就读七年，学习成绩常居班级前六名。中学毕业考试时，施蒂纳排名第三，获得“非常优秀”（Sehr würdig）的评语 。

### 求学与就业（1826年-1839年）

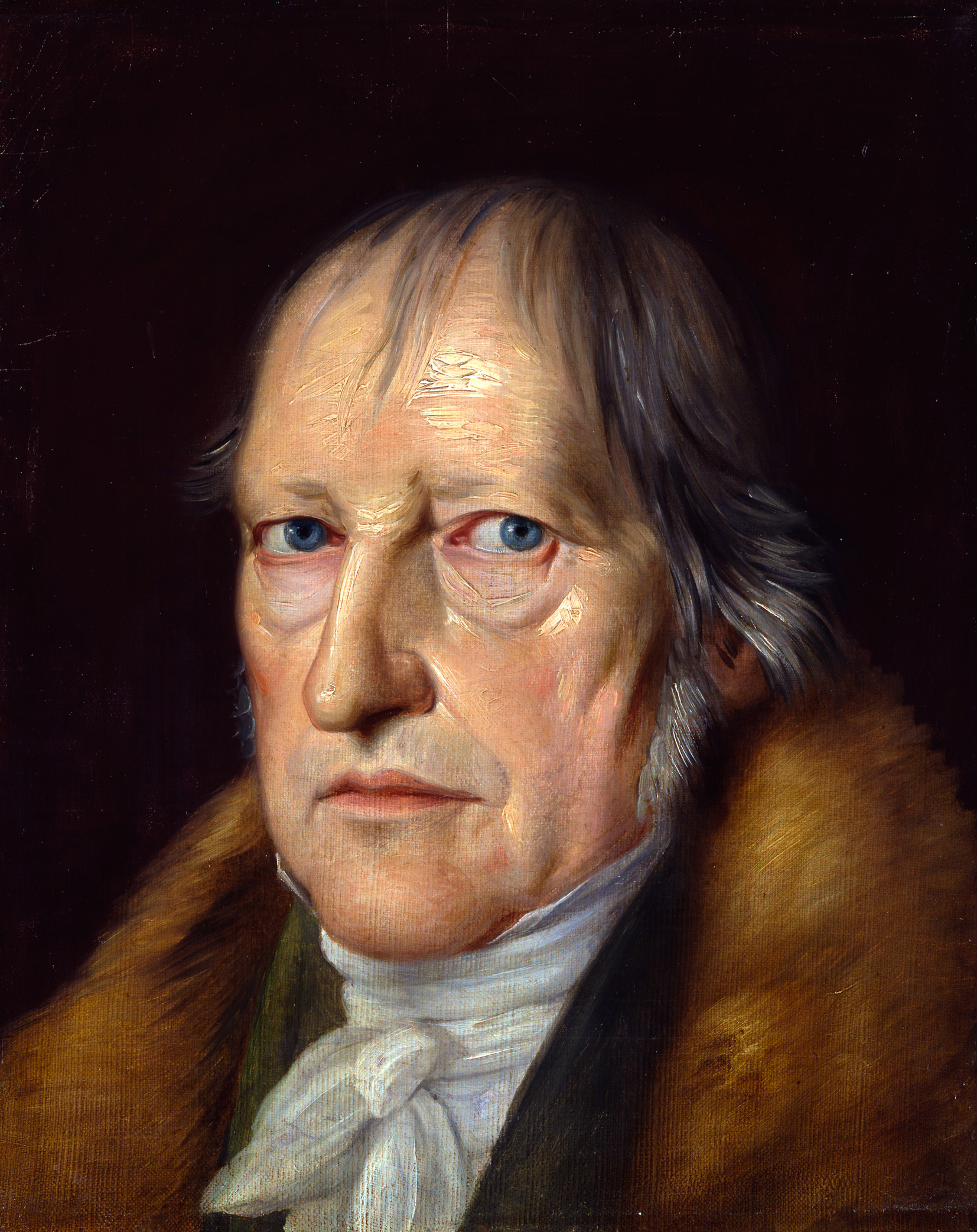
黑格尔被认为是施蒂纳思想的主要灵感来源

1826年秋，施蒂纳进入柏林大学攻读哲学专业。在柏林大学的两年时间里，施蒂纳积极学习，每周听课时长达到22小时。此外，他兴趣颇广，对逻辑学、神学、希腊文学、地理学等学科均有涉猎。施蒂纳接受过著名哲学家施莱尔马赫与黑格尔的直接教诲，且多次参与黑格尔的讲座，听黑格尔讲授哲学史、宗教哲学、精神哲学等方面的知识。1828年，施蒂纳转往爱尔朗根大学就读，学习神学、逻辑学与形而上学，与路德维希·费尔巴哈为同期校友。1829年，施蒂纳进入柯尼斯堡大学就读。由于家庭问题，他不得不照看精神日渐失常的母亲，实际上中断了学业。1832年10月后，施蒂纳回到柏林完成学业，并打算考取教师资格证。
然而。施蒂纳的学业并不顺利：因为自身疾病的缘故，他未能认真准备几门必考课程。另外，施蒂纳的母亲完全陷入精神失常，前去柏林住院治疗，耽搁了他的备考计划。虽然施蒂纳在1834年3月正式结束了学习，但直到同年11月，他才交出考试要求的一篇论文与一篇译作。施蒂纳提交的论文是《论校规》，这是他现存最早的哲学作品。由于全文体现了一种极为抽象的黑格尔主义观点，因而论文并未获得考官的好评。1835年4月，施蒂纳参与面试，成绩不佳。主考官称：施蒂纳虽然具有思辨能力，但他对《圣经》缺乏准确的理解，且不具备历史学、哲学与语文学所必需的基本逻辑素养。最终，施蒂纳仅获得在中学任教的有限教师资格。施蒂纳向皇家勃兰登堡学校委员会申请正式的教职任命，但遭拒绝。无奈之下，施蒂纳只能在柏林的一所皇家实科中学，担任为期18个月的无薪实习教师，教授拉丁文。
1837年，施蒂纳因继父逝世，获得一笔微薄的遗产。同年12月12日，施蒂纳与女房东的女儿阿格内斯·布茨（1815年-1838年）完婚。布茨没有受过太多教育，仅是一位普通的妇女，她在次年8月29日逝于分娩后的并发症。施蒂纳虽然失去了妻子与孩子，但对他而言，这件事并没有太大的影响。

### 事业有成（1839年-1844年）

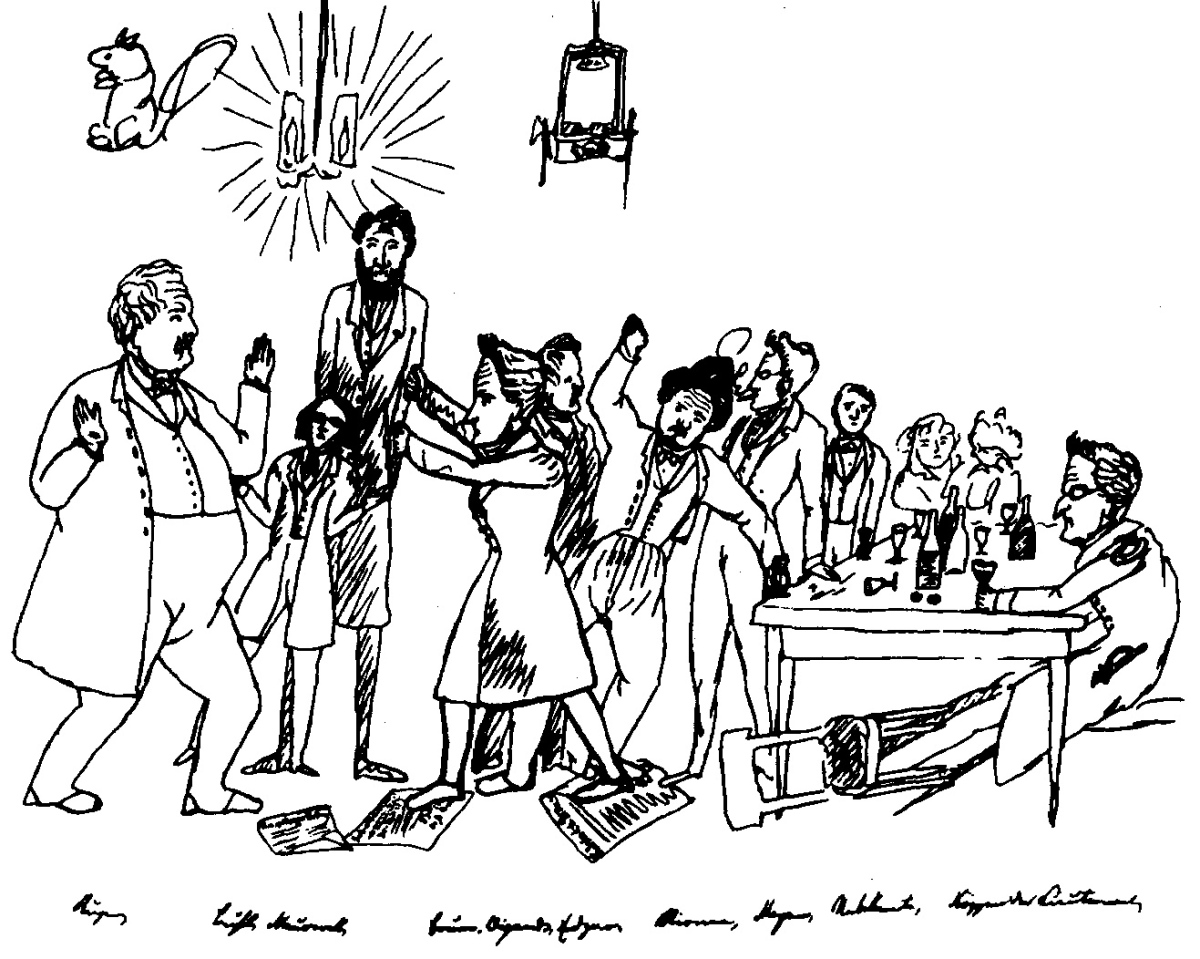
柏林“自由人”小组的聚会漫画（恩格斯绘于1842年），其中身穿西服，靠在桌边抽烟的站立眼镜男是施蒂纳

1839年，33岁的施蒂纳终于获得正式的教职任命。他在柏林的一所私立女子中学（由格罗皮乌斯夫人所有）担任教师，讲授文学与历史。施蒂纳在女子中学任教的五年，是他人生中最平稳、最有成就的时期。他的薪资虽不算高，但收入稳定，且受到同事与友人的尊敬。每天下午与晚上，施蒂纳都有足够的时间供他自由支配，这也使得他能够频繁地去啤酒馆参与聚会。
1840年代初，在柏林城内，一些对现状不满的知识分子经常在咖啡馆、啤酒馆与俱乐部聚会，对社会议题进行批判与辩论。其中最为活跃的小组自称为“自由人”，这一小组以20-30岁的记者、编辑、教师、学生与军官为主，固定在腓特烈大街的希佩尔啤酒馆聚会。许多19世纪的德国哲学家都参与过“自由人”小组的聚会，包括该小组的“思想领袖”布鲁诺·鲍威尔、阿尔诺德·卢格、恩格斯和马克思。1841年末起，施蒂纳开始参与“自由人”小组的聚会，他虽为“自由人”小组的常客，但很少参与讨论，而是抽着雪茄，默默地在一旁倾听，偶尔才向旁边的人发表几句讽刺性的评价。由于马克思在1841年7月离开柏林，因此施蒂纳与马克思并没有直接往来。不过施蒂纳曾多次与恩格斯交流。
晚年的恩格斯曾在1889年《致麦克斯·希尔德布兰德》中回忆道：“我同施蒂纳很熟，我们是好朋友。他是一个善良的人，远非像他在自己的《唯一者》一书中对自己所描写的那样坏，不过多少带点学究气，这是他在教书的年代里养成的。我们对黑格尔的哲学进行了很多辩论……我在柏林居住的后期同施蒂纳见面少了……当他的书出版时，我们已经是分道扬镳了”。
施蒂纳在自由人小组的聚会上认识了玛丽·德哈尔特。玛丽是一位样貌娇小、优雅的金发美女。她大胆泼辣，拥护新式思想，且有数万塔勒的遗产，但她在自由人小组的聚会辩论中并没有任何突出表现。施蒂纳爱上了这位女子，并于1843年10月21日举行婚礼。这场婚礼后来被地方报纸刊登，以表明“自由人”小组成员的狂放不羁、不拘小节。
二人的婚礼在施蒂纳的公寓举行，整场婚礼都相当随意。当婚礼司仪马洛特牧师到达现场时，他并没有发现新娘的身影，而新郎施蒂纳却与他的两位证婚人布鲁诺·鲍威尔与路德维希·卡尔玩牌，后来新娘才穿着日常的便服，来到婚礼现场。马洛特临时要取用《圣经》，却怎么也找不到。当马洛特要求新郎与新娘戴上结婚戒指的时候，他却发现二人并未事先准备結婚戒指。布鲁诺·鲍威尔趁机从钱袋里掏出两个黄铜戒指，将其当作金质的结婚戒指，交由马洛特使用。事后，马洛特礼貌地拒绝了晚宴邀请，并离开婚礼现场。
1844年11月，施蒂纳的代表作《唯一者及其所有物》由维干德出版。施蒂纳写这本书的主要目的是与费尔巴哈和鲍威尔论战，但施蒂纳在这本书中同样反对威廉·魏特林等共产主义者和皮埃爾-約瑟夫·普魯東等无政府主义者的理念。

### 晚年生涯（1844年-1856年）
在《唯一者及其所有物》出版后不久，施蒂纳辞去了教职，而后转入经济学家亚当·斯密与让-巴蒂斯特·萨伊的著作翻译工作。由于卸职的施蒂纳没有稳定收入，他的生活陷入了拮据之中。为了维系生活，没有从商经验的施蒂纳居然拿着妻子玛丽的钱，在1845年开了一家牛奶铺，从事乳品生意。然而，由于没有找到销路，施蒂纳的牛奶铺经营不善，以至于在数天内，牛奶铺所在的伯恩布格街都充斥着酸牛奶的味道，牛奶铺不得不倒闭。施蒂纳与玛丽的婚姻关系自此破裂，玛丽指责施蒂纳“过于自私”，并称他既无能又爱虚荣。1846年底，玛丽离开了施蒂纳，独自前往英国伦敦。1850年，玛丽正式办了离婚手续。在玛丽晚年的时候，施蒂纳的传记作家约翰·亨利·马凯亲赴伦敦，打算采访这位施蒂纳的遗孀。可玛丽却不想与马凯会面，也不想向马凯回忆这段她试图忘却的婚姻经历。玛丽仅给马凯写了一封信，表明她对施蒂纳从来没有爱过，也从来没有尊敬过。
施蒂纳的晚年是孤独且凄凉的。1853年至1854年，穷困潦倒的施蒂纳两次因债务入狱，为期56天。才思几近枯竭的施蒂纳并没有任何创作，他仅在1852年编写了《反动史》，对埃德蒙·伯克与奥古斯特·孔德的著述进行摘译与少数评述。1856年5月，施蒂纳的脖子被有毒的飞虫叮咬，随后便发高烧。高烧延续数周后，因血液受到感染，施蒂纳于1856年6月26日病逝，终年49岁。他简陋的葬礼在柏林索菲恩格德二号公墓举办，来者寥寥，不过施蒂纳的两位证婚人布鲁诺·鲍威尔与路德维希·卡尔参与了葬礼。除了一两家报纸在葬礼结束后简短地报导了“《唯一者及其所有物》的作者”死讯外，其逝世并没有掀起太大的波澜。

## 哲学思想
施蒂纳的哲学主要体现于其主要的哲学作品《唯一者及其所有物》中。他的哲学观被认为对虚无主义、存在主义和后现代主义以及個人無政府主義、后无政府主义和后左派无政府主义发展产生了重要影响。施蒂纳本人反对共产主义、资本主义、人文主义、自由主义、財產權和民族主義，他认为这些都是权威支配个人的不同形式，进而无法与他的个人主义哲学调和，他的这一观点影响了许多无政府共产主义者和后左翼无政府主义者。《无政府主义常见问答》的作者们称“在苏格兰格拉斯哥的无政府主义运动中，许多人接受了施蒂纳的‘利己主义者的联盟’，并将其作为他们在1940年代及以后所传播的无政府工团主义的根基”。同样，著名的无政府主义历史学家麦克斯·奈特劳称：“在阅读施蒂纳的著作时，我认为只能在社会主义的层面上对他的著作进行诠释”。施蒂纳是个反资本主义者，同时也是亲劳工运动者，施蒂纳曾抨击道“私有财产造成的劳动分工使工人的自我和个性逐渐消亡”，并且称“自由竞争并不是‘自由的’，因为我没有进行竞争的实物。[……]在市民等级的统治下，劳动者经常落入有产者的手中，即落入那些掌握任何国家财产的人的手里，特别是落入掌握货币和财产者，即资本家手里[……]。工人不能按照他的劳动对于享受者所占价值的程度来取得等价报酬。[……]国家建立在对劳动的奴役基础之上。如果劳动自由了，那么，国家就将消失”。施蒂纳认为，“劳动有利己主义的特点，工人是利己主义者”。
施蒂纳本人并不反对某些意识形态所进行的斗争，例如社会主义、路德维希·费尔巴哈的人文主义以及对人权的拥护。不过，他反对他们的法律抽象性和理想抽象性，这一点使他既不同于自由主义的个人主义者（如無政府資本主義和右派自由意志主義），也不同于法西斯主义的超人說理论，因为施蒂纳仍然将个人置于中心，而不是神圣的集体。至于社会主义，施蒂纳曾经给莫泽斯·赫斯写过一封信，信中称“我一点也不反对社会主义，但我反对神圣化的社会主义；我的自私并不反对爱[……]亦并不反对牺牲或自我否定[……]尤其不是社会主义的反对理论[……]——简而言之，它不仇视真正爱好；它不反对爱，但反对神圣化的爱，它不反对思想，但反对神圣化的思想，不反对社会主义者，但反对神圣化的社会主义”。

### 利己主义
施蒂纳的利己主义是纯粹描述性的内容，这些内容试图超越“应该”这一概念本身。如果试图将施蒂纳纳入当代人的思维模式中，就会忽视这一点。施蒂纳认为，个人是不可能被完全理解的。所有单纯的自我概念总会不足以完全描述我们经验的本质。施蒂纳的思想被广泛地认为是对心理利己主义和理性利己主义的描述。因此，尽管施蒂纳曾写道“我的自私并不反对爱[……]亦并不反对牺牲或自我否定[……]”，但这种私利必然是主观的，允许包括自私和利他的规范性要求。
这里的私利亦不同于“安·兰德等人的狭隘的、自我否定的‘利己主义’”，因为施蒂纳“没有规定什么符合人的私利。他没有因为他喜欢某种方式就说你应该以某种方式行事，他没有重新定义自私，这让大部分资产阶级的道德保持不变。他敦促每个人为自己思考，寻找属于自己的道路。对于施蒂纳来说，自私地、丧气地过着由某个大师决定的、某个权威人物认可的生活绝对不符合他口中的‘利己主义’。真正的利己主义不是鹦鹉学舌般地同意他所阐述的一切。没有什么比创立‘施蒂纳主义’更不符合施蒂纳著作宗旨的事了”。在这种意义上，将施蒂纳和無政府共產主義结合起来的唐纳德·鲁姆曾写道“我很高兴能被称为施蒂纳式的无政府主义者，但前提是‘施蒂纳式的’是指赞同施蒂纳总体的理论倾向，而不是赞同施蒂纳的每句话。请根据我论点本身，而非根据施蒂纳的论点，也非根据我的论点是否符合施蒂纳的思想，来评判我的论点”。
个人的自我实现依赖于个人实现其利己主义的意愿。被强迫的利己主义者和自愿的利己主义者之间的区别在于前者会被一种“空想”所占有，进而认为他在实现某种崇高的事业，而通常不知道他只是在实现自己的欲望，追求快乐感或安全感。而自愿的利己主义者将是一个有自由意志的人，且能充分意识到他只是在满足施蒂纳所说的个人欲望：
有这样一种尚没有认识自己的利己主义者，这是“非本意的利己主义者”[……]简言之，这种利己主义者不愿意成为利己主义者。他还贬低自己，即与他的利己主义作斗争；同时，他之所以要自我贬低，恰恰是为了使自己“变得崇高”，即为了满足他自己的利己主义。只有对这样的利己主义者来说，才存在神圣的东西。因为他想要自戒，不做利己主义者，他在天上地下四处搜索他为之效劳、并为之牺牲的更为崇高的本质；然而尽管他自己感到震惊并束身修行，最终他的所作所为却均是为他自己[……]为此我把他称为非自愿的利己主义者[……]你作为非本意的利己主义者恰恰没有认识到高于你的你，即你并不只是创造物，而同样是你的创造者；因而“更高的本质”对你来说是一个外来之物。[……]外来性是“神圣物”的一个标志。
这种对立还体现在本意的利己主义者是其自身概念的拥有者，而非其自身概念的被拥有者。只有当一个人意识到所有神圣的真理，如法律、权利、道德、宗教等等，都不过是人为的概念，而且不应服从时，他才能自由地做事。对施蒂纳来说，自由是某人自己的造物（在创造的意义上），又是创造该人的事物（颠覆了神灵过往的角色）。对施蒂纳来说，强力是利己主义的方法，而且是在哲学意义上获得所有物的唯一合理的方法。《无政府主义常见问答》的作者们认为，施蒂纳反对“现代‘自由意志主义’资本家的主张，因为他们把‘利润’视为‘私利’的关键”，并认为施蒂纳“对它们只有蔑视”，因为“‘贪婪’只是自我的一部分，如果一生只追求这一部分，就是否定其他所有部分。施蒂纳认为这种追求是‘自我牺牲精神的’，或者说是‘片面的、不开放的、狭隘的利己主义’，就会导致唯一者被其一个方面所占有”。这些作者引用施蒂纳的原文“他把他的一切都付诸一个事物、一个目标、一个意志、一种欲望[……]一种欲望支配了他，为此他牺牲了其他一切”。所以，施蒂纳“对那些用‘自然权利’来捍卫财产，并以一种欲望反对盗窃和征税的人只有蔑视，因为它侵犯了上述权利”。施蒂纳同样“深知只有当大众相信财产的神圣性时，不平等才有可能。这样一来，最终大多数人失去了他们的财产”。因此，施蒂纳敦促人们对一切形式的权威发起叛乱，并告诫人们不要尊重财产的神圣性。

### 无政府主义

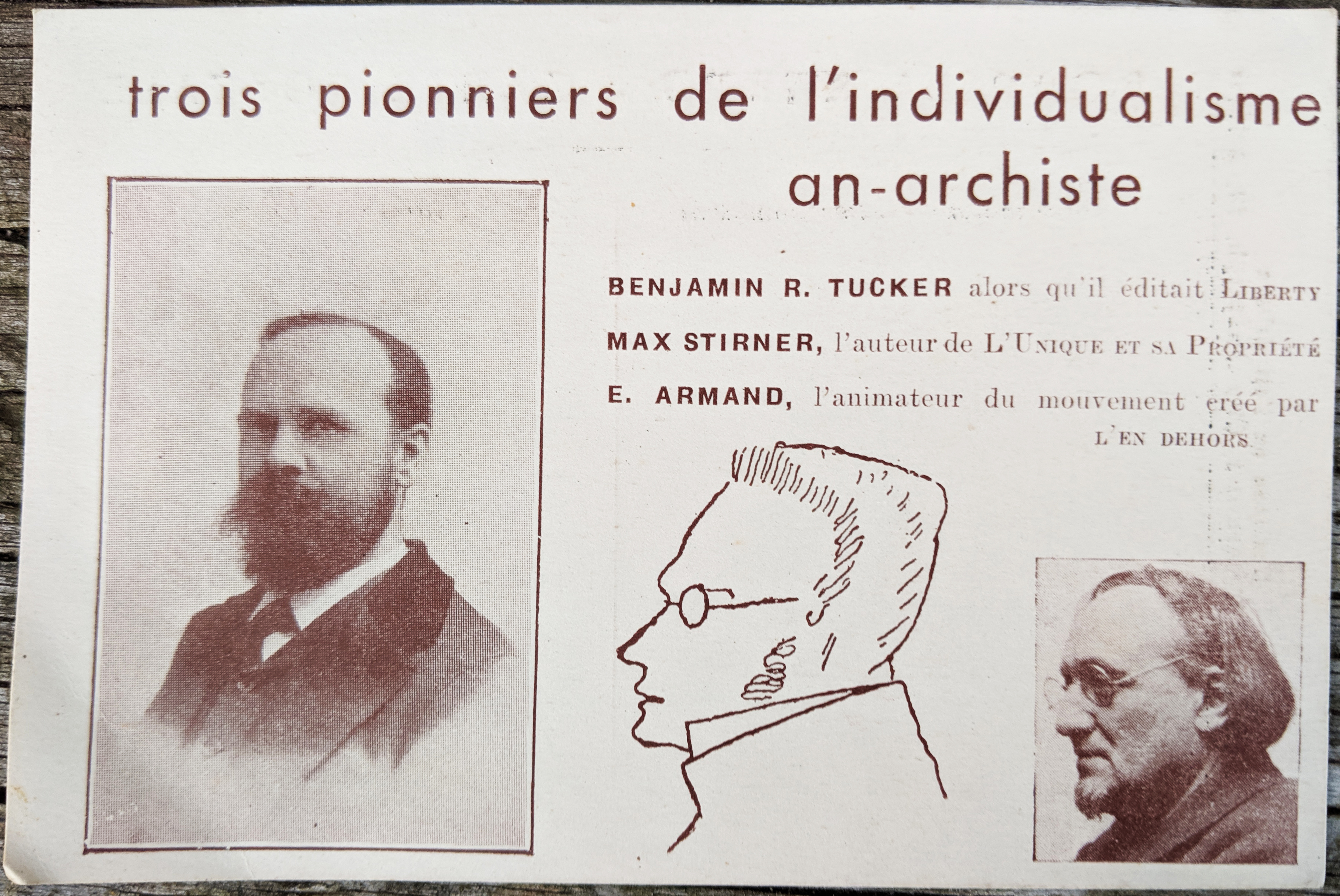
亨利·缪纶所制的明信片，上面印有缪纶认定的三位个人无政府主义先驱——埃米尔·阿尔芒、麦克斯·施蒂纳和本杰明·塔克

施蒂纳认为，大多数被普遍接受的社会制度——比如国家、所有权、自然权利——都只是幻觉、幽灵或思想中的精灵。施蒂纳主张利己主义及一种非道德主义，即个人只有在符合自身利益时才联合起来组成利己主义者的联盟。对他来说，财产只是通过强力产生的：“谁知道如何夺取并保持这件事物，这件事物就属于谁。[……]我在强力中拥有的即是我自己的。只要我自己坚持为持有者，我就是事物的所有者”。他又在书中补充道：“在你的和你们的财产前我并不畏惧地后退，而总是把它看作我的财产，对此我是毋需予以尊重的。你们对你们称之为我的财产的东西也如法炮制吧！”施蒂纳认为世界和其中的一切，包括其他人，都可以不受道德约束地供人索取或使用，而且权利在物体和人身上根本不存在。他认为除非能促进自己的利益，否则考虑他人的利益不具任何合理性，而他认为这也是考虑他人利益的唯一有效理由。他不认为社会是一个真实的实体，将社会称为一个“幽灵”，而“个人是其现实”。
尽管施蒂纳常被人贴上无政府主义的标签，但施蒂纳并不一定是无政府主义者。1914年，多拉·马斯登在她的期刊《新自由女性》和《利己主义者》中与班傑明·塔克辩论时，第一次将施蒂纳和他的利己主义与无政府主义分开看待。利己无政府主义同样受到其他利己主义者的影响，如马尔福·塞克勒夫和悉尼·帕克等人。

#### 共产主义
《无政府主义常见问答》中写道“尽管有些人可能会反对我们将利己主义和共产主义放在一起，而且施蒂纳确实拒绝了‘共产主义’。但确切地说，施蒂纳并不认同自由意志共产主义是因为在他写作的时候这种共产主义并不存在，所以他的批判针对的是各种形式的国家共产主义。但是，这并不意味着无政府共产主义者和其他人就应该完全放弃他作品中的观点。施蒂纳本人也会同意这一点，因为没有什么行为比限制个人认同符合其最佳利益的内容更不符合他的思想了”。在总结施蒂纳的主要论点的过程中，作者们“指出了为什么社会无政府主义者过去一直，而且应该对他的思想感兴趣，比如约翰·克拉克在《麦克斯·施蒂纳的利己主义》一书中在同情施蒂纳并充分运用施蒂纳理论的基础上，从社会无政府主义角度对他进行了批判”。
丹尼尔·介朗认为“施蒂纳接受了共产主义的许多前提，但有如下限制：专业化的共产主义信仰仅是我们社会的受害者走向完全解放的第一步，他们只有在超越共产主义的情况下才能完全地‘不被异化’，才能真正地发展自己的个性”。

#### 革命
施蒂纳批评传统的革命概念，他认为旨在推翻既定理想的社會運動仍是一种旨在建立新理想的理想主义。但施蒂纳也承认自我解放的重要性，以及权威往往纯粹通过被统治者的接受而存在这一点。

#### 利己主义者的联盟
施蒂纳在《唯一者及其所有物》中首次阐述了与国家对立的利己主义者的联盟这一概念，他认为这种联盟将会是一种非系统性的联合体。与个人必须参与的共同体不同，施蒂纳的利己主义者联盟是自愿的、工具性的，只要社会上的某个人对某个群体内的其他人都有用，这些人就可以自由地组成利己主义者的联盟。利己主义者之间的联盟关系通过各参与方的支持，以意志表现的形式不断地更新。包括斯韦恩·奥拉夫·尼贝里在内的一些人认为施蒂纳实际上要求所有人以自觉的利己主义参与利己主义者的联盟，但悉尼·帕克等人认为利己主义者的联盟是“一种态度上的转变”，并且不认为这种联盟是某种社会制度。

### 对黑格尔主义的回应

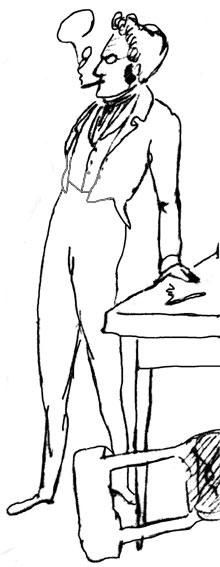
麦克斯·施蒂纳的漫画像，取自恩格斯对自由人小组的素描

学者劳伦斯·斯特普列维奇指出，《唯一者及其所有物》仍深受黑格尔思想的影响。尽管《唯一者及其所有物》整体上具有非黑格尔式的结构和语气，且对黑格尔关于自我和世界的结论持敌视态度。斯特普列维奇指出，施蒂纳的作品最好被理解为回答了黑格尔关于意识在思量了“不真的知识”并使其成为“绝对知识”后的作用。斯特普列维奇断定，施蒂纳向人们展现了一个人意识到自决后重新发现自我意识的结果。
包括道格拉斯·蒙格奇和维杜金德·德里德在内的一些学者指出施蒂纳显然和路德维希·费尔巴哈及布鲁诺·鲍威尔一样是黑格尔的弟子，但他不一定是黑格尔主义者。与青年黑格尔派相反，施蒂纳蔑视所有对黑格尔和启蒙运动进行内在批判的尝试，也放弃了鲍威尔和费尔巴哈人类解放的主张。黑格尔认为所予物是理性的不充分的体现，与之相反，施蒂纳认为所予物只是一个对象，不是转化后的对象，而是享乐和消耗的对象，从而使所予物保持完整（也即他的所有物）。
蒙格奇认为，施蒂纳并没有超越黑格尔，而且事实上他已经完全离开了哲学的领域，他指出：
施蒂纳拒绝将人类自身概念化，他使其缺乏任何关于理性或普遍标准的参考。这样，人类自身就会被认为属于行动部分，会变成一个“从未成为的我”，“我”没有本质可言，同时生命本身就变成了一个自我消解（self-dissolution）的过程。施蒂纳的“唯一者”概念远没有像人文主义的黑格尔派那样，接受一种被赋予普世和道德使命的对主体性的建构，而是与任何概念化之类的东西保持距离：“唯一者的概念不具有任何发展性。没有任何哲学体系可以从它身上构建而来，但它可以从存有（Being）、思考或者我构建而来。一旦唯一者的概念被构建出来，所有基于它的发展都会停止。把它视为原则的人会认为他可以在哲学上或理论上处理它，并必然将浪费他的口舌去反对它”。

## 著作

### 《我们教育的错误原则》
1842年，《我们教育的错误原则》发表于当时由马克思编辑的《莱茵报》上。施蒂纳写该文是为回应奥托·弗里德里希·西奥多·海因修斯的《人文主义对现实主义》专题论文，施蒂纳解释说，无论是古典人文主义方法还是实用现实主义方法的教育都缺乏真正的价值，教育的重点在于帮助个人成长为一个真正的个体。

### 《论艺术和宗教》
1842年6月14日，施蒂纳在《莱茵报》再度发表《论艺术和宗教》（Kunst und Religion）一文。施蒂纳主要在该文中针对布鲁诺·鲍威尔和鲍威尔反对黑格尔的文章《从信仰的观点批判黑格尔的宗教与艺术的学说》进行批驳。鲍威尔通过声称艺术与哲学间的关系比艺术与宗教的关系要密切得多——因为它们具有相同的决定性和明确性，而且有共同的伦理根源——反驳了黑格尔认定的艺术和宗教之间的关系。但施蒂纳超越了二人的观点，指出假设艺术确实为哲学创造了一个对象，那么就艺术就决不可能与哲学有关，而施蒂纳的这种想法与鲍威尔和黑格尔二人的理论体系都对立：
[哲学]从未像宗教那样与某一具体的对象所对立，也不像艺术那样制造对象，而是将其具粉碎性力量的手放在制造对象的一切事务及整个客观性本身上，并以此拥抱着自由。理性，哲学的精神，只靠自己关心自己，哲学也只靠自身而非具体的对象困扰自身。
施蒂纳故意将哲学排除在辩证的三位一体（艺术-宗教-哲学）之外，声称哲学并不像宗教般为对象所困扰，也不像艺术般制造对象。在施蒂纳的论述中，哲学实际上对艺术和宗教的一切都是十分冷漠的。由此，施蒂纳对鲍威尔的批判进行了嘲讽和激进化。

### 《唯一者及其所有物》
《唯一者及其所有物》是施蒂纳的主要著作。该书于1844年10月在莱比锡出版，不过出版时标明的日期是1845年。在《唯一者及其所有物》中，施蒂纳对当时的普魯士社会和西方社会进行了激进的反权威主义和个人主义的批判。他在著作中为人类的存在性提供了一条建议，即如他一般将自己描述为“唯一者”、“创造性的无”，一种超出了语言能充分表达的东西，施蒂纳具体解释道“如果我把我的事业放在我自己，唯一者身上，那么我的事业就放在它易逝的、难免一死的创造者身上，而他自己也消耗着自己。我可以说：我把无当作自己事业的基础”。
《唯一者及其所有物》宣称所有宗教和意识形态都基于无意义的概念。那些声称个人受权威约束的社会机构也同样如此，无论这机构是国家、法律、教会，还是大学这类教育机构。施蒂纳的论点探索并打破了批评的界限，他的批判尤其针对他同时代的人和当时流行的意识形态，特别是路德维希·费尔巴哈和布鲁诺·鲍威尔，以及共产主义、人文主义（他认为这与宗教类似，以抽象的人或人性为最高存在）、自由主义、民族主義、资本主义、宗教和國家主義。施蒂纳认为：
在精神时期，思想虽然是我头脑的产物，但思想的发展超越了我的头脑；思想，一种可怕的力量，如同热病时的梦幻缠绕着我和震撼着我。思想对自身来说变成了有形体的东西，即是精灵，如神、皇帝、教皇、祖国等。如若我摧毁了思想的形体性，那么我就将思想收回到我自身中来并宣称：只有我是有形体的。于是我将世界作为我认为的那种东西、作为我的世界、我的所有物：我将一切归之于我自己。

### 《施蒂纳的评论者》
1845年9月，施蒂纳在《维干德季刊》上发表了《施蒂纳的评论者》（Recensenten Stirners）一文，在这篇文章中，施蒂纳以第三人称的角度回应了三篇批评性的文章：莫泽斯·赫斯的《最后的哲学家》、塞利加·维什努在《北德叶报》（Norddeutsche Blätter）上发表的一篇文章及路德维希·费尔巴哈之前在《维干德季刊》匿名发表的《就〈唯一者及其所有物〉谈〈基督教的本质〉》。

### 《哲学上的反动派》
《哲学上的反动派》（Die Philosophischen Reactionäre）一文于1847年发表在奥托·维甘德编辑的期刊《模仿者》（Die Epigonen）上，当时维甘德已经出版了《唯一者及其所有物》，并且將會推出經施蒂纳之手翻译的亚当·斯密和讓-巴蒂斯特·賽伊两人的著作。正如其副标题所示，《哲学上的反动派》是为回应库诺·费舍于1847年发表的《现代诡辩家》而写的。这篇文章的署名是G·爱德华，自约翰·亨利·麦凯“谨慎地”将其归于施蒂纳并将其纳入他的施蒂纳较短文章的选集以来，其作者的确切身份就一直存在争议。该书的小引处解释称：
麦凯将这篇文章归于施蒂纳的依据是库诺·费舍随后对这篇文章的回应，在回应中费舍“以十分坚定的态度”将G·爱德华认定为麦克斯·施蒂纳，费舍的回应文章《歪理邪说的辩护人与〈哲学上的反动派〉》，与《哲学上的反动派》一同发表。奥托·维甘德将爱德华的文章与一篇错误地将其归于他当时的一个私人伙伴的文章背对背地相邻发表的行为似乎有些奇怪。而且，正如麦凯所说，施蒂纳确实从来没有反驳过费舍认为爱德华是他这一点，这些都是能支撑将作者认定为施蒂纳的证据。但也有许多学者认为这些证据过于牵强，并以《哲学上的反动派》的写作内容和写作风格为依据反驳了上述论证的结果。无论如何，有一点是确定的，《哲学上的反动派》是于《唯一者及其所有物》三年后写成的，当时的青年黑格尔派已然衰微。
该文的大部分内容是在回应库诺·费舍对诡辩主义的定义。费舍对诡辩主义的批评的自相矛盾的性质被作者巧妙地揭露出来。费舍在《现代诡辩家》对诡辩主义和哲学进行了鲜明的区分，同时又认为诡辩主义是“哲学的镜像”。诡辩家呼吸着“哲学的空气”，“被辩证地激发出一种合规的流利口舌”。而《哲学上的反动派》中以如下文段回应了费舍的观点：
难道你们这些哲学家真的不知道你们已经被自己的武器打败了吗？我只需要指出一点即可：当我辩证地消解了你仅靠辩证提出的东西时，你的常识还能回应什么？你已经向我展示了，一个人可以用什么样的“流利口舌”把一切变成无，把无变成一切，把黑变成白，把白变成黑。当我把你的纯艺术如数奉还给你时，你还有什么理由反对我？
《哲学上的反动派》的作者在回顾《唯一者及其所有物》时称“施蒂纳自己把他的书部分地描述为对他想说的话的笨拙表达。这是他一生中最好几年的艰辛文字，但他仍把它部分地描述为‘笨拙的工作’。这体现了他如何艰难地与被哲学家毁掉、被国家、宗教和其他信仰者滥用的语言作斗争，这种被毁掉、被滥用的语言使人们的思想趋于无边的混乱”。

### 《反动的历史》
《反动的历史》（Geschichte der Reaktion）于1851年由全德出版公司（Allgemeine Deutsche Verlags-Anstalt）出版，随即立即被奥地利当局查禁。该书的写作背景基于当时刚结束的德意志1848年革命，主要内容实际上来自于施蒂纳挑选并翻译他人的作品所组成的合集。引言和一些补充段落由施蒂纳本人所写。施蒂纳在书中引用了埃德蒙·伯克和奥古斯特·孔德二人的著作以展示二人对于革命的对立看法。

## 批判性的回应
施蒂纳的著作并没有被当时的其他哲学家所忽略。施蒂纳对各类意识形态的攻击——尤其是对于费尔巴哈的人文主义——迫使费尔巴哈陷入了十分窘迫的境地，为此费尔巴哈曾多次与施蒂纳论战。莫泽斯·赫斯（当时是马克思的挚友）和塞利加·维什努（布鲁诺·鲍威尔的拥护者弗朗茨·齐克林·冯·齐克林斯基的笔名）等人亦写文回应了施蒂纳，施蒂纳后来于1845年9月再次发表《施蒂纳的评论者》一文回应几人，同时在文中对读者感兴趣的几个问题进行了澄清——尤其是关于该书与费尔巴哈的关系相关的问题。
马克思在《德意志意識形態》一文中用了很大的篇幅（“圣麦克斯”章）批判施蒂纳，但《德意志意识形态》直到1932年才出版，这使得许多马克思主义读者长期对《唯一者及其所有物》充满好奇。尽管主流学术界没有太过关注马克思对施蒂纳的批判，不过马克思对施蒂纳的讽刺对于施蒂纳作品的保存仍起到了重要的作用。

### 现代的批判
施蒂纳的书出版近20年后，弗里德里希·艾伯特·朗格在《唯物论史》中写道：
施蒂纳在他的名著《唯一者及其所有物》（1845年）中甚至排斥一切道德的理念。一切物，无论其为身外物，抑为信念或概念，如在个人及其姿态以上，施蒂纳即斥其为可憎的限制，可以限制人类自身者。这本书，据我们所知道，是最极端的，但竟没有积极的第二卷，续下去。其实，他要这样做，比谢林的哲学，是更容易；因为我从无限的自我，可以生产各种观念论，比如我的意志，我的观念。施蒂纳是这样看重意志，甚至认为人类本质的根本势力。这不免使我们回想起叔本华。
有些人认为，在某种意义上，很快就有了“积极的第二卷”，尽管作者并非施蒂纳而是弗里德里希·尼采。尼采和施蒂纳的关系也因此变得更为复杂。乔治·斯塔克在《朗格与尼采》一文中认为，尼采反复读了《唯物论史》，因此对有关施蒂纳的段落非常熟悉。

## 影响
虽然《唯一者及其所有物》一度在学界大受欢迎，并招来众多知名哲学家评判，但该书在施蒂纳去世前一度绝版多年，同样，施蒂纳生前由它所引发的恶名没过几年就已消失殆尽。施蒂纳对左翼黑格尔派的理论体系产生了破坏性的影响，他的哲学观也激发了马克思对他进行批判，《唯一者及其所有物》最终也成为了個人無政府主義的开创性文本之一。埃德蒙德·胡塞爾曾在讲座中警告听众《唯一者及其所有物》具有“一种诱惑力”，不过他未曾在他的文章中提到这一点。艺术评论家、施蒂纳的推崇者赫伯特·里德经过观察后认为，《唯一者及其所有物》自第一次被印刷后一直“哽在西方文化的喉头”。
许多思想家都曾读过，并受到《唯一者及其所有物》中的文本影响，如鲁道夫·施泰纳、古斯塔夫·兰道尔、维克托·塞尔日、卡尔·施米特和尤尔根·哈贝马斯。不过，很少有人敢于公开承认《唯一者及其所有物》对他们思想体系造成过影响。恩斯特·荣格在《尤姆斯维尔》一书中虚构的人物安那其就基于施蒂纳的唯一者。此外，有许多作家、哲学家和艺术家也引用、引述或以其他方式提到麦克斯·施蒂纳及他的著作，比如阿尔贝·加缪的《反抗者》、班傑明·塔克、詹姆斯·赫尼克、多拉·马斯登、伦佐·诺瓦托瑞、埃玛·戈尔德曼、格奥尔格·布兰德斯、约翰·考珀·波伊斯、马丁·布伯、悉尼·胡克、罗伯特·安东·威尔逊、霍斯特·马太·奎尔、恩里科·阿里戈尼、馬塞爾·杜尚及几位情境主义国际的成员如拉乌尔·瓦内格姆和马克斯·恩斯特。奥斯卡·王尔德的《社会主义下人的灵魂》一文使得一些史学家认为王尔德可能也曾读过《唯一者及其所有物》。
自《唯一者及其所有物》自1844年出版以来，由于不断地有新的哲学家和思想家将其翻译为新的语言或做出新的诠释，其时不时地引起大众、政客和学者的极大兴趣。今天，许多后左翼无政府主义者对一切意识形态的批判以及与不妥协个人主义有关的思想就可以追溯至施蒂纳的思想。他的思想同样被一些后无政府主义者所采纳，例如索尔·纽曼在很大程度上同意施蒂纳对古典无政府主义的批判——如施蒂纳对革命和本质主义的排斥。

### 无政府主义运动
施蒂纳的哲学观在现代无政府主义思想发展的过程中起到了非常重要的作用，其中又以個人無政府主義和利己无政府主义为重。虽然施蒂纳最常被与个人无政府主义联系在一起，但他同样影响了许多社会无政府主义者（如无政府女性主义者埃玛·戈尔德曼和费德丽卡·蒙塞尼）。在欧洲，他死后的主要推崇者有埃米尔·阿尔芒、李奈尔、伦佐·诺瓦托瑞、约翰·亨利·麦凯、米格尔·希门尼斯·伊瓜拉达和列夫·邱爾尼等欧洲个人无政府主义者。
在美國個人無政府主義的发展过程中，无政府主义思想家班傑明·塔克和他创办的杂志《自由》同样受施蒂纳的思想影响极大，塔克放弃了对自然权利的拥护，转而拥护利己主义。《自由》对利己主义的宣传进一步影响了当时的一批出版物，如由克拉伦斯·李·斯沃茨发行，威廉·华尔斯坦·戈达克、J·威廉·劳埃德（这两人也是《自由》的特约编辑）和爱德华·富尔顿编辑的《我》及由爱德华·富尔顿主编的《唯一者及利己主义者》，此后还有由阿道夫·布兰德编辑的德语报纸《唯一者》及在伦敦发行的《鹰与蛇》。《鹰与蛇》是最著名的英文利己主义期刊，于1898至1900年间以“利己主义哲学和社会学期刊”的副标题发行。此外，活跃于19世纪末20世纪初的美国利己无政府主义者至少还包括詹姆斯·沃克、乔治·舒姆、约翰·贝弗利·鲁滨逊和史蒂文·特雷西·拜因顿。
英国哲学家赫伯特·里德亦受到施蒂纳影响，里德还注意到了施蒂纳的利己主义与存在主义的相似性（见存在无政府主义）。20世纪60年代末，法国哲学家丹尼尔·介朗在《无政府主义：从理论到实践》一书中称“当哲学被黑格尔的反个人主义所支配时，当社会上大多数改革者被资产阶级利己主义的错误行为所引导时，施蒂纳通过强调这些事物的对立面恢复了个人的地位”，介朗继续指出，“他的思想十分大胆超前”。20世纪70年代，一个名为“为我们自己”的美国情境主义团体出版了一本名为《贪婪的权利：关于要求一切的实际必要性的论文集》，他们在书中主张以施蒂纳理论为基础的“共产利己主义”。
再后来的美国出现了在批判意识形态等方面受施蒂纳影响更深的后左翼无政府主义。贾森·麦奎因称：“当我和其他反意识形态无政府主义者批判意识形态时，总是从一个具体批判性的、无政府主义的角度出发，这既植根于麦克斯·施蒂纳的怀疑主义哲学，又植根于他的个人无政府主义哲学”。鲍勃·布莱克和伍尔斐·兰德斯彻二人强烈支持施蒂纳的利己主义。此外，后无政府主义者索尔·纽曼曾写过论述施蒂纳与后结构主义之间相似点的文章。当代的暴动无政府主义亦受到施蒂纳的思想影响，暴动无政府主义理论家阿尔弗雷多·博南诺在著作《麦克斯·施蒂纳与无政府主义》中详细介绍了施蒂纳对无政府主义和暴动无政府主义的影响。

#### 自由恋爱、同性恋和女性主义者
德国利己无政府主义者阿道夫·布兰德于1896年开始编辑并发行宣传同性恋的报纸《唯一者》，这是世界上第一份宣传同性恋的连载刊物，该报一直运作至1931年。该报报名取自施蒂纳的著作，同时也指代施蒂纳“自我所有權”的概念。约翰·亨利·麦凯亦是早期同性恋活动家。《自由女性》和《新自由女性》的编辑多拉·马斯登和无政府女性主义者埃玛·戈尔德曼等女性主义者亦受到施蒂纳著作的影响。施蒂纳的著作还在20世纪初法国个人主义无政府主义的背景下影响了自由恋爱主义和多邊戀的宣传者埃米尔·阿尔芒，阿尔芒因“呼吁裸体天然主義、强烈捍卫生育控制方法及宣传以性行为为唯一理由组成的‘利己主义者的联盟’”而闻名。

#### 后结构主义
法国后结构主义思想家雅克·德里达在其《马克思的幽灵》一书中论述了施蒂纳及他与马克思的关系，同时还分析了施蒂纳的幽灵概念。另一位法国后结构主义思想家吉尔·德勒兹同样在其《意义的逻辑》一书中简略介绍了施蒂纳。

### 卡尔·马克思和弗里德里希·恩格斯
弗里德里希·恩格斯曾在以自由人小组为背景的《基督教的英雄叙事诗四章》以诗的形式评价整个自由人小组，其中评价施蒂纳的部分段落如下：
施蒂纳来了，一个打破清规戒律的凶恶敌人。

今天他喝啤酒，明天就会大叫：拿血来饮！

只要有谁高喊自己的口号：打倒国王！

他立刻就会补上：也打倒法律！

[……]

施蒂纳也怒气冲冲地说：“这是用暴力压制意志！

难道他们想用喊叫把法律强加给我们？

然后再把你们称为‘自由人’！

不，你们的血液渗透着卑鄙的奴性，一切法律滚蛋吧！”
恩格斯曾有一次回忆道他和施蒂纳是非常要好的朋友。1844年11月，恩格斯给马克思写了一封信，在信中他首先汇报了他在科隆时对莫泽斯·赫斯的拜访，之后又提到他已经拿到了《唯一者及其所有物》的校样，并答应把这本书的副本寄给马克思，因为“这个东西是重要的”而且“施蒂纳在‘自由人’当中显然是最有才能，最有独立见解和最勤奋的了”。恩格斯对这本书显然充满热情，并在给马克思的信中充分地表达了自己的观点：
可是，这种原则里的正确东西，我们也必须吸收。而不管怎样，这里正确的地方是，在我们能够为某一件事做些什么以前，我们必须首先把它变成我们自己的事，利己的事，——因此，从这个意义上说，抛开一些可能的物质上的愿望不管，我们也是从利己主义成为共产主义者的，想从利己主义成为人，而不仅仅是个人。
后来，马克思和恩格斯对施蒂纳的作品进行了一系列的批判。在《德意志意識形態》的未删节稿中，二人用来批判施蒂纳的页数超过了施蒂纳写过的所有著作页数之和。马恩两人在书中将施蒂纳揶揄为“圣麦克斯”、“桑丘”。以赛亚·伯林认为施蒂纳“被追问了500页沉重的嘲讽和污辱”。《德意志意识形态》写于1845至1846年间，但直到1932年才出版。马克思对施蒂纳进行的长篇反驳在后世被认为是马克思从唯心主義转向唯物主义的一个关键点。有学者认为马克思通过历史唯物主义调和了共产主义与施蒂纳式对道德的排斥。

### 对弗里德里希·尼采的潛在影响
许多作家常把施蒂纳的观点与弗里德里希·尼采的观点作比较，并讨论他们著作间的相似性甚至怀疑施蒂纳的著作是否影响到了尼采。尼采成名前，阿图尔·叔本华的观点也常常被拿来与施蒂纳的观点作比较。可以肯定的是尼采曾读到过《唯一者及其所有物》这个书名，因为在尼采常读的弗里德里希·艾伯特·朗格的《唯物论史》和愛德華·馮·哈特曼的《无意识哲学》中都有提及这本书。但是，目前没有任何证据能够证明尼采真的读过《唯一者及其所有物》，因为尼采从未在他的任何著作、论文或信件中提到这本书。2002年的一项传记发现，尼采很可能在阅读哈特曼和朗格的书之前的1865年10月，与施蒂纳的一位旧友爱德华·穆沙克的会面中就已接触到施蒂纳的思想。
随着尼采越发出名，他是否受施蒂纳的影响这个问题也被越来越多的人讨论。1891年，哈特曼公开宣称尼采剽窃了施蒂纳的思想。到了19世纪与20世纪之交，越来越多的人认为尼采受到了施蒂纳的影响，在德国甚至一度成为一种共识，这使得一位观察家在1907年指出：“施蒂纳在当代德国的影响力达到了惊人的程度，而且与尼采的影响力总体上是平行的。这两位思想家被认为是本质上相同哲学的表达者”。
自19世纪最后几年，学术界掀起了一场关于施蒂纳是否可能对尼采产生积极影响的“大辩论”，许多人注意到了这些认为尼采受施蒂纳影响推论中证据不足的地方。到了20世纪中叶，多数人已经不再认为施蒂纳对尼采有直接影响。但是，仍有相当数量的人认为尼采在某种程度上受到施蒂纳的影响，这也许是因为这些人认为有必要解释二者著作中经常的（尽管可以说只是表面上的）相似之处。不论如何，今天这一问题的重点都已不在于尼采是否曾读过施蒂纳的著作，而在于施蒂纳是否对尼采这样博览群书的哲学家间接地产生了影响。

### 鲁道夫·施泰纳
鲁道夫·施泰纳的早期哲学观中的个人无政府主义倾向——在他1900年左右转向神智学前——与施蒂纳的唯一者概念有很多相似的特点，并且施泰纳本人公开承认了他受施蒂纳的唯一者影响很大，后者为他的哲学体系提供了基础。

## 扩展阅读
- Max Stirner's 'Der Einzige und sein Eigentum' im Spiegel der zeitgenössischen deutschen Kritik. Eine Textauswahl (1844–1856). Hg. Kurt W. Fleming. Leipzig: Verlag Max-Stirner-Archiv 2001 (Stirneriana （页面存档备份，存于）).
- Arena, Leonardo V., Note ai margini del nulla, ebook, 2013.
- Arvon, Henri, Aux Sources de l'existentialisme, Paris: P.U.F. 1954.
- Essbach, Wolfgang, Gegenzüge. Der Materialismus des Selbst. Eine Studie über die Kontroverse zwischen Max Stirner und Karl Marx. Frankfurt: Materialis 1982.
- Feiten, Elmo. . Anarchist Developments in Cultural Studies. 2013, (1)  [2021-07-02]. ISSN 1923-5615. （原始内容存档于2022-06-09）.
- Helms, Hans G, Die Ideologie der anonymen Gesellschaft. Max Stirner 'Einziger' und der Fortschritt des demokratischen Selbstbewusstseins vom Vormärz bis zur Bundesrepublik, Köln: Du Mont Schauberg, 1966.
- Koch, Andrew M., "Max Stirner: The Last Hegelian or the First Poststructuralist". In: Anarchist Studies, vol. 5 (1997) pp. 95–108.
- Laska, Bernd A., Ein dauerhafter Dissident. Eine Wirkungsgeschichte des Einzigen, Nürnberg: LSR-Verlag 1996 (TOC, index （页面存档备份，存于）).
- Laska, Bernd A., Ein heimlicher Hit. Editionsgeschichte des "Einzigen". Nürnberg: LSR-Verlag 1994 (abstract （页面存档备份，存于）).
- Marshall, Peter H. "Max Stirner" in "Demanding the Impossible: A History of Anarchism "(London: HarperCollins, 1992).
- Moggach, Douglas; De Ridder, Widukind, "Hegelianism in Restoration Prussia,1841–1848: Freedom, Humanism and 'Anti-Humanism' in Young Hegelian Thought". In: Herzog, Lisa (ed.): Hegel's Thought in Europe: Currents, Crosscurrents and Undercurrents. Basingstoke and New York, Palgrave Macmillan, 2013, pp. 71–92 (Google Books （页面存档备份，存于）).
- Newman, Saul (ed.), Max Stirner (Critical Explorations in Contemporary Political Thought), Basingstoke and New York: Palgrave Macmillan, 2011 (full book （页面存档备份，存于）).
- Newman, Saul, Power and Politics in Poststructural Thought. London and New York: Routledge 2005.
- Parvulescu, C. "The Individualist Anarchist Discourse of Early Interwar Germany" （页面存档备份，存于）. Cluj University Press, 2018 (full book).
- Paterson, R. W. K., The Nihilistic Egoist: Max Stirner, Oxford: Oxford University Press 1971.
- Spiessens, Jeff. The Radicalism of Departure. A Reassessment of Max Stirner's Hegelianism, Cambridge Scholars Publishing: Newcastle upon Tyne, 2018.
- Stepelevich, Lawrence S. . Journal of the History of Ideas. 1985a, 46 (4): 597–614. ISSN 0022-5037. JSTOR 2709548. doi:10.2307/2709548.
- Stepelevich, Lawrence S., Ein Menschenleben. Hegel and Stirner". In: Moggach, Douglas (ed.): The New Hegelians. Philosophy and Politics in the Hegelian School. Cambridge, Cambridge University Press, 2006, pp. 166–176.
- Welsh, John F. Max Stirner's Dialectical Egoism: A New Interpretation. Lexington Books. 2010.
- Wilkinson, Will. . Hamowy, Ronald  (编). . Thousand Oaks, CA: SAGE; Cato Institute: 493–494. 2008  [2021-07-02]. ISBN 978-1-4129-6580-4. LCCN 2008009151. OCLC 750831024. doi:10.4135/9781412965811.n300. （原始内容存档于2020-09-30）.
- Di Mascio, Carlo, Stirner Giuspositivista. Rileggendo l'Unico e la sua proprietà, 2 ed., Edizioni Del Faro, Trento, 2015, p. 253, ISBN 978-88-6537-378-1.
- 姜海波. . 中共中央党史和文献研究院.   [2021-07-02]. （原始内容存档于2021-07-12）.

### 概述
- 扎尔塔, 爱德华·N (编). . .
- . 知网百科.   [2021-07-05]. （原始内容存档于2022-06-09）.
- 图尔克多甘的麦克斯·施蒂纳项目 （页面存档备份，存于）（英文）
- 利己主义图书馆 （页面存档备份，存于）（英文），一个关于利己主义的免费书籍、论文和期刊的大型资料库。

### 与其他哲学家的关系
- “麦克斯·施蒂纳，一个长久的异议者——一言以蔽之——‘马克思和尼采如何批判他们的同行麦克斯·施蒂纳，以及施蒂纳如何机智地在批判后生还’的故事” （页面存档备份，存于）（英文）
- 中文马克思主义文库上的《德意志意识形态》（节选） （页面存档备份，存于）
- 尼采的最初危机与麦克斯·施蒂纳的唯一者 （页面存档备份，存于）（英文）
- "At the End of the Path of Doubt: Max Stirner", By Lawrence S. Stepelevich (Owl of Minerva 41:1–2 (2009–2010) pp. 85–106)

### 作品
- Max Stirner的作品  - 古騰堡計劃
- 互联网档案馆中麥克斯·施蒂納的作品或与之相关的作品
- 來自麥克斯·施蒂納的LibriVox公共領域有聲讀物
- 豆瓣读书上《唯一者及其所有物》的資料 （简体中文）
- 《唯一者及其所有物》在线版 （页面存档备份，存于）（英文）
- 《唯一者及其所有物》德语全文 （页面存档备份，存于）（德文）
- 反叛图书馆对施蒂纳作品的存档（英文）